# خيركيسكلاوستر
خيركيسكلاوستر (بالفريزية الغربية: Gerkeskleaster)‏ هي قرية صغيرة في بلدية أختكارسبيلن بمقاطعة فرايزلاند، هولندا. وهي تشكل مع قرية ستروبوس القرية المزدوجة خيركيسكلاوستر-ستروبوس. وهذه القرية المزدوجة بلغ تعداد سكانها 1775 في عام 2006.